# Benkovice (Polsko)
Benkovice (polsky Bieńkowice, německy Binkowitz, v letech 1936–1945 Berendorf) je vesnice v jižním Polsku ve Slezském vojvodství v okrese Ratiboř ve gmině Křižanovice. Leží na řece Cině na historickém území Horního Slezska v blízkosti českých hranic 20 km severně od Ostravy. V roce 2015 zde žilo 1 189 obyvatel.

## Dějiny
První písemná zmínka o vesnici pochází z roku 1283. Byla součástí Ratibořského knížectví a s ním zemí Koruny české. Tradiční místní nářečí patří ke slezsko-lašské přechodové skupině. Přestože Benkovice patřily již k vratislavské diecézi, a tedy na území, které nebylo ani ve středověku počítáno k Moravě (hranice mezi vratislavskou a olomouckou diecézi vedla jihozápadně od vsi, částečně tokem Ciny; k té druhé se řadila sousední Boleslav), mnoho obyvatel byli původem Moravci, což se dodnes odráží na zdejších příjmeních.
V roce 1742 byly Benkovice spolu s většinou Slezska připojeny k Prusku. Po první světové válce byly předmětem územních nároků Československa na tzv. moravské Ratibořsko, ale nakonec zůstaly v hranicích německého státu do konce druhé světové války. V roce 1945 se staly součástí Polska.
V roce 2020 byl na Odře východně od obce dokončen suchý polder Racibórz Dolny (Dolní Ratiboř).

## Pamětihodnosti
- Kostel Všech svatých – katolický farní kostel postavený v barokním slohu v letech 1719–1730[8]
- Fara – klasicistní z roku 1801 (naproti kostelu)[8]
- Hřbitovní kaple sv. Anny z roku 1835[9]
- Kaplička sv. Jana – klasicistní z první poloviny 19. století (na křižovatce ulic Wojnowska a Raciborska)
- Novogotická kaplička z roku 1891 (adresa: Raciborska 51)[8]
- Pomník padlým ve válce – kříž a pomník věnovaný občanům padlým za prusko-francouzské války 1870–1871 a v dalších válkách (na křižovatce ulic Pomnikowa a Raciborska)
- Budova německého kulturního spolku (Deutscher Freundschaftskreis) – bývalý alžbětinský klášter, novogotická budova z roku 1900 (adresa: Szkolna 35)[8]
- Roubený špýchar z roku 1855 (adresa: Pomnikowa 35-37)[8]
- Muzeum kovářství – nachází se v prostorách historické kovárny, jejíž tradice sahají do roku 1702 a po celou tu dobu patří rodině Socha (adresa: Wojnowska 5)[10]
- Hroza – vícedruhová alej spojující Benkovice a zámecký park ve Tvorkově; název pochází od toho, že byla vysázena na staré hrázi (nářečně: hroza) mezi zaniklými rybníky[11]

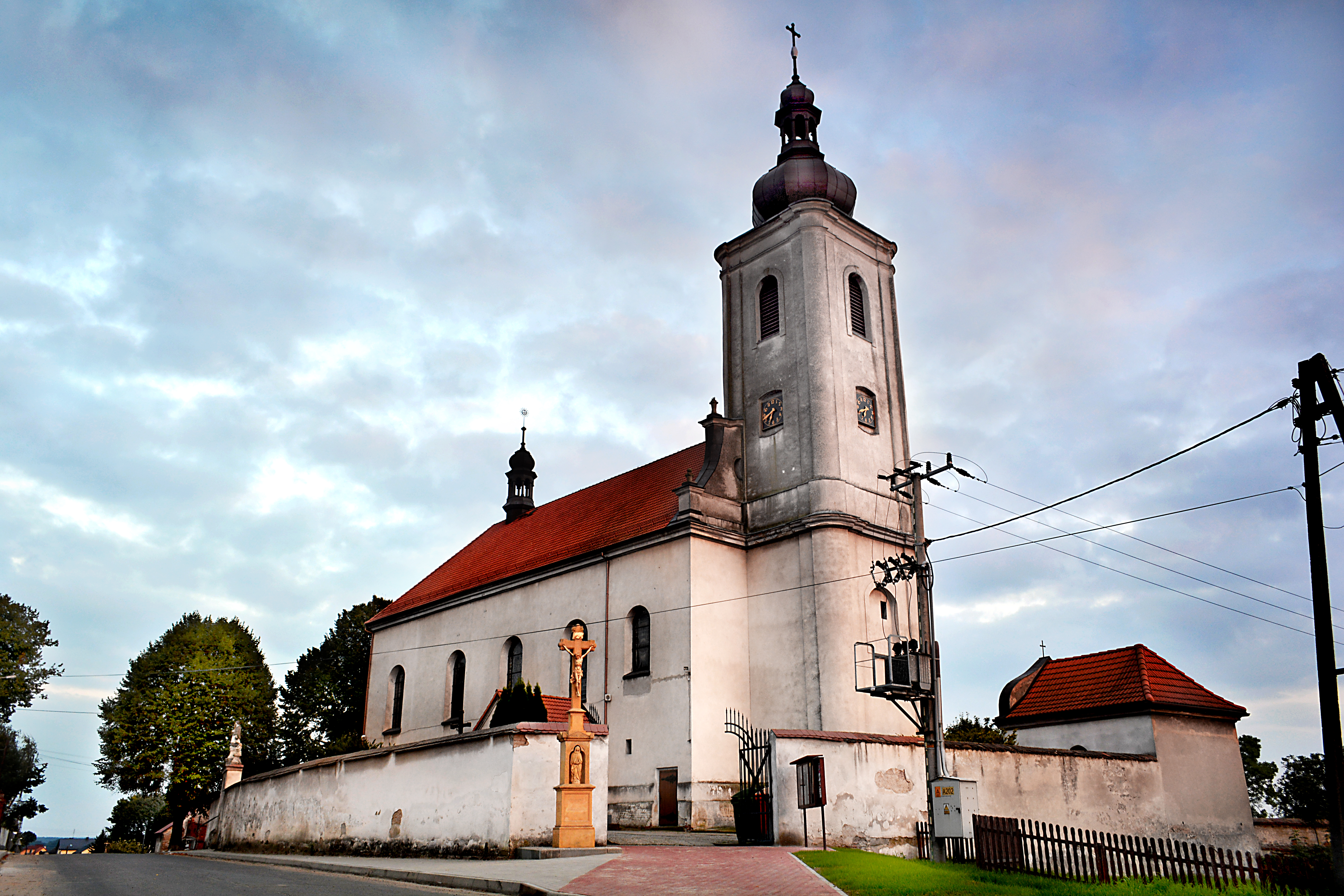
Kostel Všech svatých
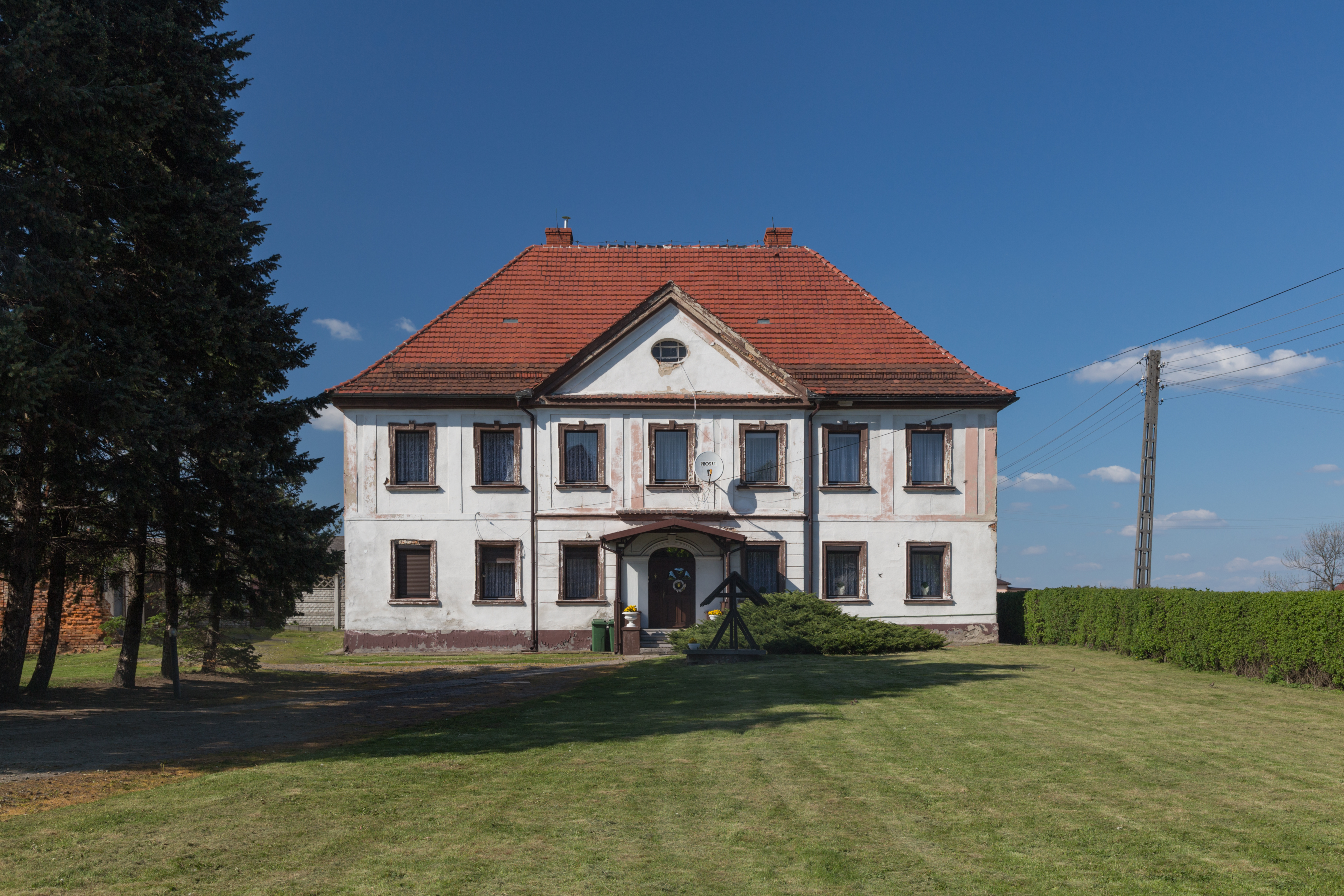
Fara
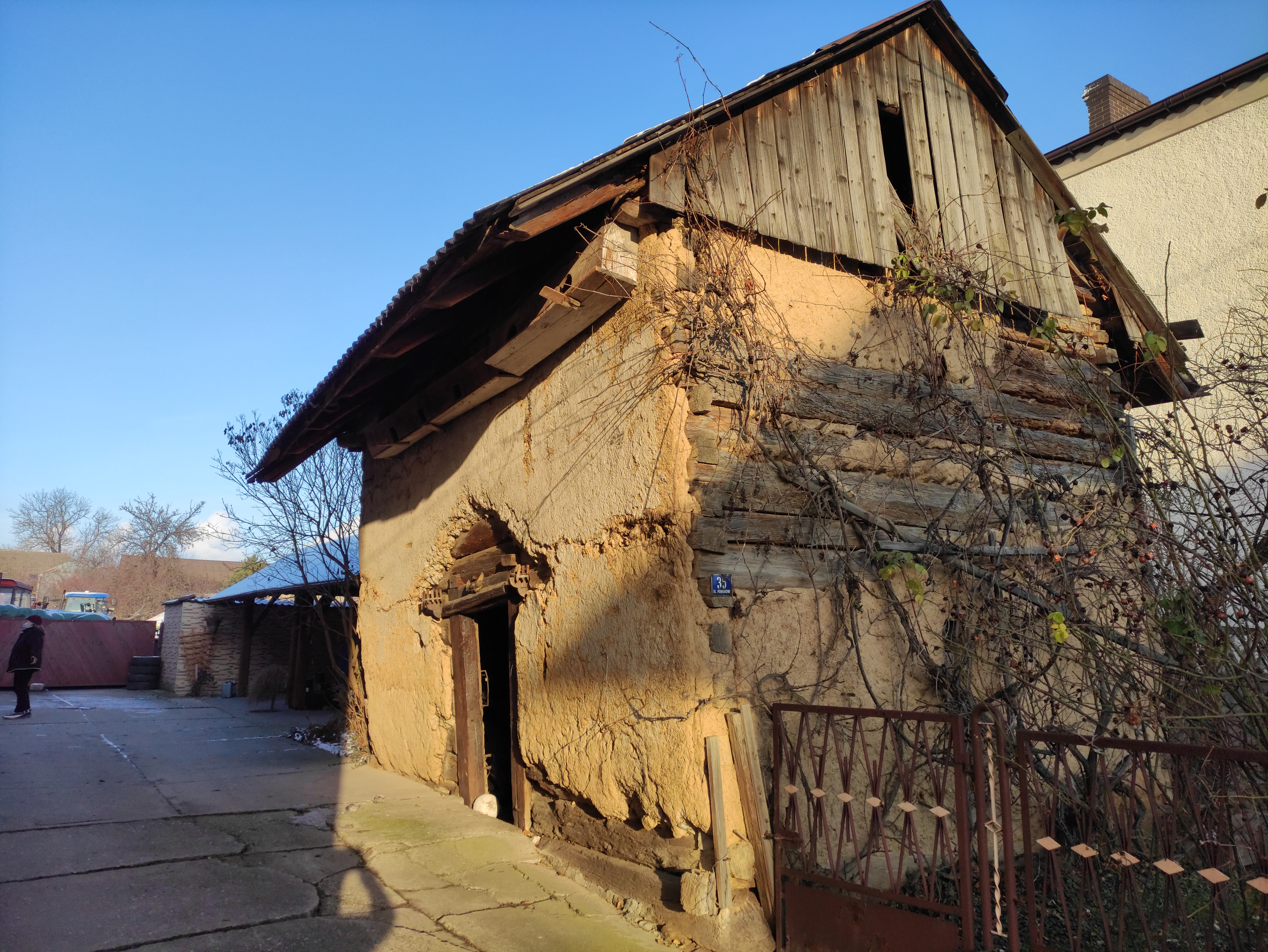
Špýchar
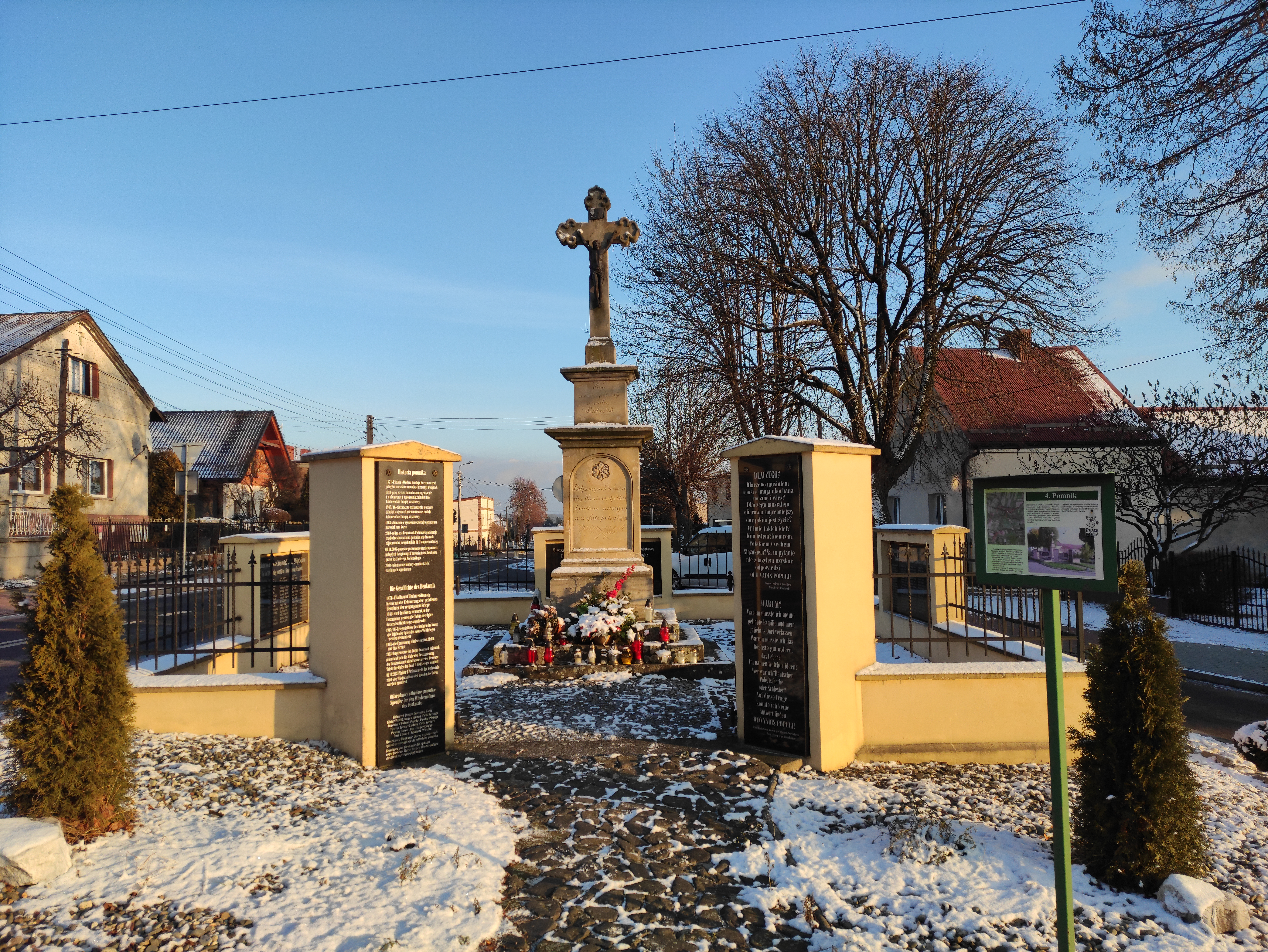
Pomník padlým ve válce
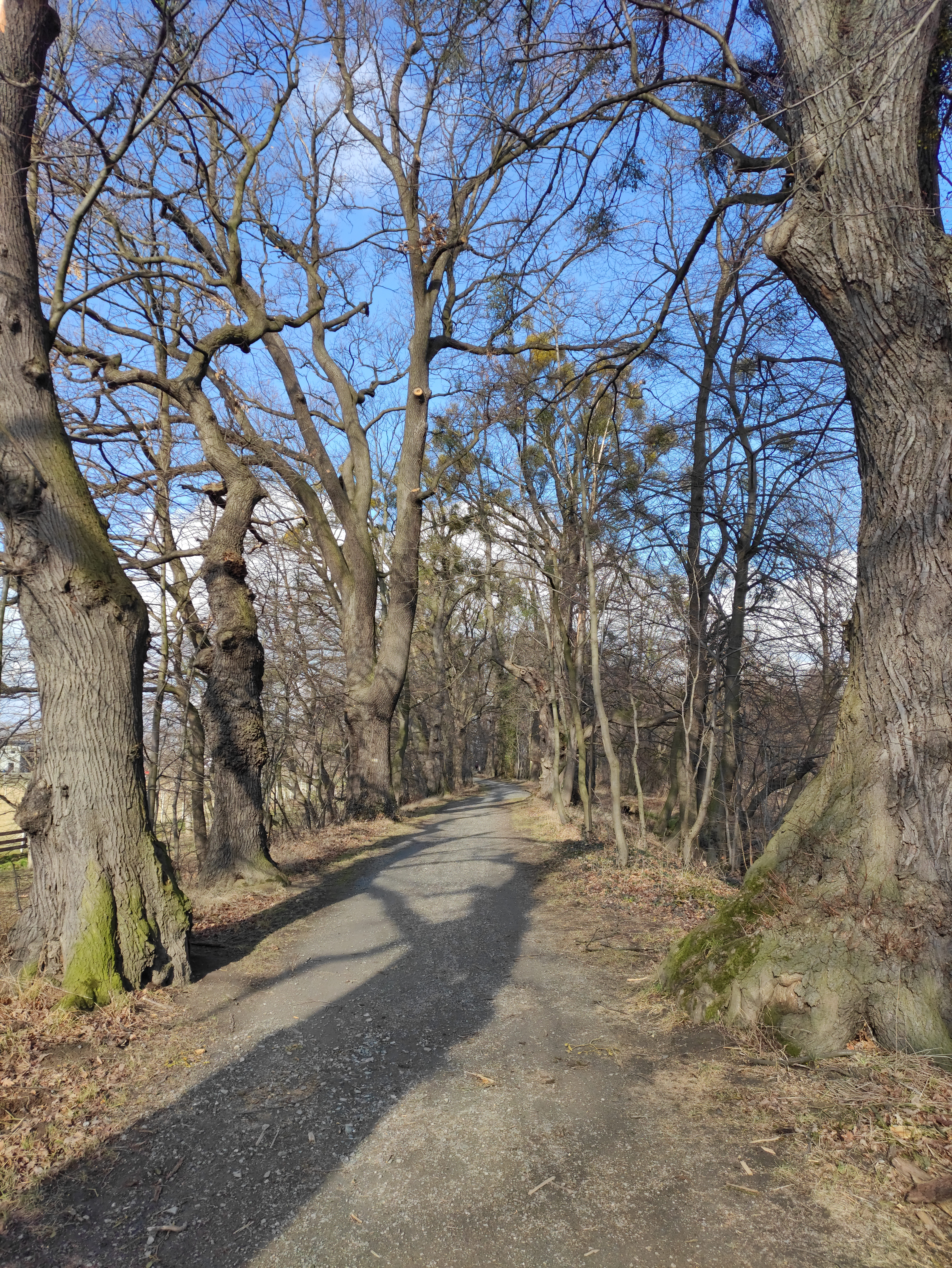
Hroza

## Doprava
Přes Benkovice vede národní silnice (droga krajowa) č. 45, která spojuje Zabelkov na českých hranicích s Opolím. Regionální autobusovou dopravu (spojení mj. s Ratiboří, Křižanovicemi a Chałupkami) zajišťuje dopravní podnik PKS Racibórz. Přeshraniční linky nejsou provozovány.
Katastrem obce prochází železniční trať Bohumín – Ratiboř, nejbližší zastávka se však nachází ve Tvorkově (Tworków) ve vzdálenosti 3,7 km.